# Prenderemos fuego al cielo
«Prenderemos fuego al cielo» es el primer sencillo del anticipado tercer álbum de estudio Tajo abierto de la cantante y compositora pop chilena Francisca Valenzuela, La canción fue lanzada el 15 de julio de 2014 en formato de descarga digital a nivel mundial.

## Lanzamiento
Después de presentarse de manera exitosa en Lollapalooza Chile y Lollapalooza Brasil, Valenzuela anunció que por primera vez en su carrera, un sencillo sería lanzado mundialmente de manera simultánea en todas las plataformas, ya sea descarga digital a través de iTunes y Amazon, por streaming en Spotify y además de coincidir con la apertura de su cuenta en Vevo en donde colgó el video lírico del sencillo el mismo día de lanzamiento que fue el 15 de julio de 2014.
Por su parte en Chile, la canción debutó en las radios un día antes, el 14 de julio de 2014, como estreno exclusivo en la radio Rock & Pop, al día siguiente ya estaba en rotación normal, además Francisca visitó los estudios de la radio para promocionar el sencillo y adelantar material del tercer álbum.

## Letra y proceso de grabación
Es un tema compuesto por Francisca en Los Ángeles, Estados Unidos, el cual fue producido por Jesse Rogg, ganador del Grammy y quien ha trabajado con Sam Sparro y BANKS. Además el sencillo fue coproducido por la misma Valenzuela y el ganador del Grammy y el Premio MTV, Vicente Sanfuentes, responsable de Hermanos Brother, Matías Aguayo, Los Amigos Invisibles y Sr. Coconut, entre otros artistas chilenos y además con el cual ya había trabajado en su anterior álbum Buen soldado.
La canción es diferente a lo lanzado por Francisca en sus dos anteriores álbumes, el tema mezcla sonidos dance y lo hace ser un tema más de discoteca, con un arreglo de cuerdas con un estilo ochentero electrónico pero fresco.

### Créditos
- Francisca Valenzuela — Escritura, coproducción
- Jesse Rogg — Producción, Ingeniería, instrumentación y programación
- Vicente Sanfuentes — Coproducción
- Matty Green — Mezcla
- Steve Fallone – Masterización

## Video musical
El video musical oficial de "Prenderemos fuego al cielo" fue grabado recientemente en Arizona, Estados Unidos y fue estrenado el martes 22 de julio por su canal Vevo. La locación escogida para el video fue el Cañón Antílope en Arizona y fue dirigido por la directora Clara Aranovich. 
El 18 de julio de 2014, Francisca subió un adelanto del video en su cuenta personal de Youtube.

## Recepción
La canción en su primer día en venta en iTunes logró posicionarse en el puesto número 2 en Chile, siendo su canción hasta más exitosa digitalmente, con ventas esperadas en la primera semana cercanas a las 5.000 copias. Debutó en el puesto número 9 en la lista de sencillos de Chile, debutando con las ventas más altas de un artista nacional en la historia de la lista.

### Posicionamiento en listas
| Lista               | Mejor posición |
| ------------------- | -------------- |
| iTunes              | 2              |
| Chile Singles Chart | 9              |
| Los 40 Principales  | 10             |